# C. Wolfgang Vogel
C. Wolfgang Vogel (* 13. Mai 1946 in Bad Hersfeld) ist ein deutscher Verwaltungsjurist. Er war von 1999 bis 2004 Staatssekretär im Ministerium für Wirtschaft des Landes Brandenburg.

## Leben

### Ausbildung
Wolfgang Vogel leistete von 1965 bis 1967 Wehrdienst und studierte danach Rechtswissenschaften in Lausanne, Gießen, Kiel und Brüssel. Er legte das zweite juristische Staatsexamen 1975 ab und ging von 1973 bi 1976 zudem einem wirtschaftswissenschaftlichem Studium nach. Er wurde 1979 mit der Dissertation Aktienrecht und Aktienwirklichkeit – Organisation und Aufgabenteilung von Vorstand und Aufsichtsrat – Eine empirische Untersuchung deutscher Aktiengesellschaften zum Dr. jur. promoviert.

### Laufbahn
Vogel trat 1977 in den Dienst des Bundesministeriums für Wirtschaft und war dort unter anderem in der Rechtsabteilung und Energieabteilung in den Bereichen der Rechtspolitik, Energierecht, nationale und internationale Energiepolitik tätig. Er verließ das Bundesministerium 1987 und wechselte in die Abteilung für Wirtschafts- und Finanzpolitik des Bundeskanzleramtes. Dort war er für die Bereiche Wohnungs- und Immobilienpolitik, Bauwesen, Raumordnung und Städtebau zuständig. Anschließend übernahm er als Ministerialdirektor 1995 die Leitung der Abteilung für Wohnungs- und Bauwesen im Bundesministerium für Raumordnung, Bauwesen und Städtebau.
Im Dezember 1999 wurde er unter Minister Wolfgang Fürniß (CDU) zum Staatssekretär im Ministerium für Wirtschaft des Landes Brandenburg ernannt. Er blieb auch unter Minister Ulrich Junghanns (CDU) im Amt und schied im Jahr 2004 aus dem Dienst aus.
Danach war er von 2004 bis 2007 als Rechtsanwalt bei der Andrea Versteyl Rechtsanwälte Partnerschaftsgesellschaft mbB tätig. Er wechselte 2007 als Rechtsanwalt zur HFK Rechtsanwälte Heiermann Franke Knipp und Partner mbB.

## Veröffentlichungen (Auswahl)
- Aktienrecht und Aktienwirklichkeit – Organisation und Aufgabenteilung von Vorstand und Aufsichtsrat – Eine empirische Untersuchung deutscher Aktiengesellschaften. Dissertation, Nomos-Verlagsgesellschaft, Baden-Baden 1980, ISBN 978-3-7890-0546-6.